# Vodiae

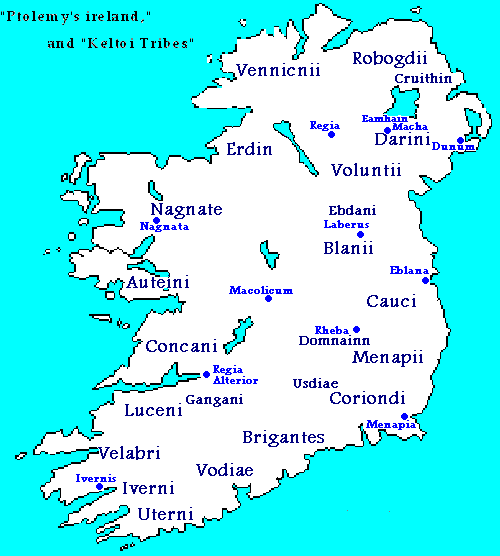
L'Irlande et ses peuples, selon Ptolémée et Orose

Les Vodiae, également appelés parfois Vosdiae, Vodii, Udiae ou Usdiae (Ούςδαι / Ousdiai) - en français, parfois « Vodiens » ou « Vosdiens » - sont un peuple antique d'Irlande. Ils font partie des 16 peuples mentionnés par Claude Ptolémée dans sa Géographie. L'auteur les place sur la côte sud de l'île, entre les Iverni et les Brigantes, sans préciser leur localisation exacte par rapport aux points de repère qu'il identifie sur cette côte. Ils sont globalement placés par les spécialistes au niveau du comté de Waterford et l'est du comté de Cork. 
Leur nom ne semble pas avoir laissé de traces au sein des ethnonymes irlandais médiévaux. Eoin MacNeill émet cependant brièvement l'hypothèse d'un lien avec le royaume d'Osraige.